# Амзоев, Мераб (певец)
Мераб Амзоев (груз. მერაბ ამზოევი; род. 19 января 1992; Тбилиси), наиболее известен под своим же именем Merab Amzoevi — грузинский и российский певец, музыкант, автор песен.

## Биография
Родился 19 января 1992 года в Тбилиси Грузии в полноценной семье матери и отца, также есть сестра.
На некоторое время с семьёй переехал в российский город Новороссийск, в котором провёл часть своего детства, после чего вернулся обратно на родину. Талант к музыке унаследовал от своего отца музыканта, в возрасте 15 лет начал учиться играть на гитаре и петь. В своё время много работал разнорабочим. Занимался около десяти лет футболом, но потом молодой человек понял, что футбол это не его и покинул данную спортивную деятельность.
В 2017 году принял участие в музыкальных телевизионных передачах «Х-Фактор» и «Georgian Idol», где был в шаге от победы и являлся в рейтинге топ-10 лучших исполнителей телепередачи, а также в топ-5 лучших выступлений передачи, после чего об Амзоеве впервые узнала часть аудитории. В 2020 году принимал участие в Евровидении от Грузии, но заняв 10 место, так и не прошёл в следующий тур.
Снимал первое время каверы на именитые песни, которые пел и продолжает петь на грузинском, русском, английском, итальянском, испанском, французском языках, которые набирали и продолжают набирать миллионы просмотров в сети интернет, что добавило мужчине больше слушателей и аудитории. В 2024 году вышел первый EP альбом под названием «Временно». Активно гастролирует и выпускает музыкальный материал.

## Дискография
- 2024 — «Временно» EP.

## Чарты и рейтинги
Трек «Были бы крылья» попал во многие музыкальные чарты музыкальных платформ, в чарт ВКонтакте (топ-20), в чарт Яндекс Музыка (топ-20), в чарт Apple Music (топ-20), в чарт МТС музыка (топ-20), в чарт Shazam (топ-20).
Многие музыкальные клипы и видео исполнителя преодолели отметку от 1 млн просмотров до 2,8 млн просмотров на платформе YouTube. Такие видео, как «Сансара», «Тайны» и «Без тебя» набрали по миллиону и миллиону с половиной просмотров. Клип «Серебро» вырос до 2 млн просмотров, а хит «Были бы крылья» за три месяца набрал 2,8 млн просмотров. «Были бы крылья» является одним из самых просматриваемых и прослушиваемых музыкальных видео на канале исполнителя в YouTube.